# Édouard François
Édouard François (Boulogne-Billancourt, 2 aprile 1957) è un architetto francese, riconosciuto come una delle punte di diamante della bioarchitettura in Francia.

## Biografia
Ex studente dell'École nationale supérieure des beaux-arts di Parigi e della École des Ponts ParisTech, Édouard François è architetto e urbanista dal 1986. Ha creato la sua agenzia di architettura, urbanistica e design nel 1998, e in particolare ha progettato L'Immeuble qui Push, consegnato nel 2000 a Montpellier, e la Tower-Flower, consegnata a Parigi nel 2004.
Ha insegnato alla Architectural Association School of Architecture di Londra, alla École Spéciale d'Architecture di Parigi e alla Design Academy Eindhoven. Il suo lavoro è esposto a livello internazionale, in particolare al Canadian Centre for Architecture di Montréal, al Solomon R. Guggenheim Museum di New York, al Victoria and Albert Museum di Londra, alla Biennale di Architettura di Venezia, ma anche in Germania, Belgio, Libano, India, Brasile e Cina. Ha ricevuto il premio dell'International Forum of Young Architects, assegnato nel 2008 a Sofia. Nel 2011 è stato eletto designer dell'anno e il Royal Institute of British Architects lo ha nominato membro onorario internazionale per il suo contributo all'architettura. Nel 2012 gli è stato conferito il grado di Chevalier des Arts et des Lettres dal Ministero della Cultura e della Comunicazione.
Nel 2012 la sua agenzia è diventata Maison Edouard François.

## Opere principali
- 1996: Alloggi rurali a Jupilles
- 1998: L'edificio che cresce a Montpellier
- 2004: Torre-Fiore a Parigi
- 2006: Hotel Fouquet's Barrière a Parigi
- 2009: Eden Bio a Parigi
- 2010: Il coming out a Grenoble
- 2012: Collage urbano a Champigny-sur-Marne
- 2013: Ingresso alla città "l'Orange de Ris" Ris-Orangis
- 2016: M6B2 Tour della biodiversità a Parigi
- 2017: Le Python[4], ZAC Presqu'Île a Grenoble
- 2017: Les Collines de Honfleur[5], Centro commerciale, Honfleur[6]

## Premi e riconoscimenti
- Membro dell'Accademia di Architettura, dal 2016[7]
- Cavaliere dell'Ordine delle arti e delle lettere, 2012
- Eletto membro internazionale del Royal Institute of British Architects, Londra, 2011
- Eletto Creatore dell'anno, fiera Maison et Objet, 2011
- Nominato per il Brickaward, Germania, 2010
- Silver Square Award, nominato nel 2000 e nel 2009
- Primo premio, classifica nazionale eco-distretto, 2009
- Primo premio, premio habitat sostenibile, 2008
- Globes de cristal, nominato miglior artista contemporaneo dell'anno 2006
- Medaglia d'argento, Accademia di Architettura, Fondazione Le Soufraché, 2002
- Mies Van der Rohe Awards, nominato nel 2000 e nel 2009
- Primo premio al Forum Internazionale dei Giovani Architetti, Sofia, Bulgaria, 1997

## Opere
- Édouard François, La Hauteur pour tous,, L'occhio d'oro, 2014
- Édouard François, L'Immeuble qui pousse,, Edizioni Jean-Michel Place, 2000